# Dundalk (Maryland)
Dundalk – miejscowość spisowa (obszar niemunicypalny) w Stanach Zjednoczonych, w stanie Maryland, w hrabstwie Baltimore.